# Монашество в византийском Египте
История монашества в византийском Египте охватывает период существования монашества в римском и византийском Египте от его возникновения до завоевания арабами в первой половине VII века. Египет, наряду с Сирией и Палестиной, является одним из мест, где на рубеже III и IV веков зародился христианский аскетизм. Существующие теории связывают это событие с экономическими изменениями в послептолемеевский период, развитием христианской духовности или влиянием гностицизма или манихейства. В связи с тем, что установить преемственность раннего монашества с предшествующими духовными практиками довольно сложно, в современных исследованиях существует тенденция к отказу от постановки вопроса об «истоках» монашества. Тем не менее традиционно к первым монахам в Египте причисляют Павла Фивейского (ум. ок. 341), святого Антония и Пахомия Великого (ум. 346). Первые два из них считаются основоположниками отшельнической формы монашества, предполагающей уединённое проживание в труднодоступных местах; в условиях Египта это прежде всего пустыни. Пахомий, напротив, развивал идею общинножительного монашества и основал несколько киновий в Фиваиде. На практике, однако, форм монашества было существенно больше, и существовали как небольшие поселения отцов-пустынников, так и разного размера общины в городах и деревнях. Монашеский образ жизни в Египте избирали для себя представители всех общественных слоёв, как мужчины, так и женщины.
Несмотря на декларируемый монахами уход из мира, их участие в жизни общества было достаточно значительным. Не входя в официальную церковную иерархию, они принимали активное участие в многочисленных церковных спорах IV—VI веков. Многие из патриархов Александрийских, начиная с Афанасия Великого, поддерживали монахов или сами были выходцами из их среды. Написанное Афанасием первое жизнеописание Антония стало не только первым произведением в таком роде, но и считается одним из самых влиятельных текстов в истории христианского монашества. Монашеские общины стремились к автаркическому существованию, и их члены должны были, насколько это возможно, выполнять различные хозяйственные работы. Архетипичным образом, предстающим из источников, является монах, плетущий корзины или верёвки. Монастыри продавали эти изделия, получая тем самым возможность покупать вещи, которые не производили сами. Некоторые из монастырей, например «федерация» Пахомия или два монастыря Шенуте, постепенно превратились в крупные и влиятельные организации. Как и в позднейший период, государство пыталось бороться с накоплением избыточной собственности в монастырях, поступавшей туда в виде пожертвований или вместе с новопоступающими монахами. Принятые с этой целью законы, однако, не смогли предотвратить превращение к VI веку отдельных монастырей в крупнейших землевладельцев.
Возникшее ещё в позднеантичный период представление о том, что большую часть египетских монахов составляли неграмотные коптские крестьяне, до XX века оказывало влияние на образ египетских монахов в глазах историков. До конца XIX века многочисленные европейские путешественники не интересовались христианскими древностями Египта. Несколько крупных археологических проектов были начаты в 1900-х годах, но приостановлены с началом Первой мировой войны. Со второй половины XX века монашеская археология Египта активно развивается, и международные коллективы ведут изучение монашеских поселений в Вади-Натруне, Саккаре и Фивах.

## Историческое развитие

### Появление монашества в Египте
Конец III — начало IV века было сложным периодом в истории Римского Египта. К этому времени проявились результаты изменений, начавшихся с переходом Египта под власть Римской империи: граница между «цивилизованной» эллинистической Александрией и коптской хорой стала менее чёткой, в городах усиливалось местное самоуправление, римское правление поощряло социальную мобильность и развивало коммуникации. Египет быстро превращался в одну из важнейших провинций империи. Одновременно с этим, начиная со второй половины III века, в Египте усиливался кризис, вызванный усиливающимся налоговым гнётом, обременительными литургиями, военными экспроприациями и опустошающей деревни системой круговой поруки. Результатом стали быстрая инфляция, ухудшение ирригации и упадок традиционной местной аристократии. Усугубляли ситуацию частые нашествия кочевников и восстания. Уже с I века проблему для центральных властей представлял рост числа уклоняющихся от уплаты налогов или иных обязанностей — анахоретов. Часто уклонение принимало форму бегства, и на рубеже веков были нередки случаи насильственного возвращения беглецов, которые пополняли ряды бандитов и городской толпы в Александрии. До некоторой степени проблему решало развитие системы патронажа, когда мелкие землевладельцы передавали свою землю крупным в обмен на покровительство.
Традиция считает первым христианином, принявшим аскетический образ жизни, Павла Фивейского, который во время одного из гонений на христиан — возможно, в правление императора Деция (249—251) — поселился в пещере в Египте. Там он прожил, сделав себе одежду из пальмовых листьев и питаясь половиной хлеба, которую ему ежедневно приносил ворон, 60 лет. Его младший современник святой Антоний (ум. 356) стал образцом для подражания последующих поколений святых отшельников. О его жизни известно в основном из жизнеописания, составленного патриархом Александрийским Афанасием (ум. 373) вскоре после смерти отшельника. Согласно ему, происходящий из состоятельной семьи Антоний, желая уединения, поселился в заброшенной крепости в пустыне. Двадцать лет он прожил в полном одиночестве, получая свежие припасы только дважды в год. Когда друзья обнаружили его, Антоний находился в полном телесном и душевном здоровье. C этого момента он начал совершать исцеления, изгонять демонов и примирять ссорящихся — «и таким образом, в горах явились наконец монастыри; пустыня населена иноками, оставившими свою собственность и вписавшимися в число жительствующих на небесах». Согласно описанию Афанасия, святой Антоний «столько неутомим был во бдении, что часто целую ночь проводил без сна, и, повторяя это не раз, но многократно, возбуждал тем удивление. Пищу вкушал однажды в день по захождении солнца, иногда принимал её и через два дня, а нередко и через четыре. Пищею же служили ему хлеб и соль, и питиём одна вода. О мясе и вине не нужно и говорить; потому что и у других рачительных подвижников едва ли встретишь что-либо подобное. Во время сна Антоний довольствовался рогожею, а большею частью возлегал на голой земле». Если Павел Фивейский жил один, то вокруг святого Антония сформировалась община учеников (при этом, уточняет Афанасий, Антоний стал духовным отцом и тех, кто уже ранее был монахом). После смерти Антония те, кто жил с ним в последние годы его жизни, остались жить на том же месте в Аравийской пустыне. Монастырь там появился, однако, только в VII веке.
О жизни другого основателя египетского монашества, Пахомия Великого известно из бо́льшего числа источников. Выходец из бедной семьи, он родился в 292 году в диоцезе Сне, к югу от Шенесета. В 312 году он был призван в армию Максимина Дазы и отправлен служить в Фивы. Новобранцев разместили в городской тюрьме. Местные христиане приходили к ним с запасами пищи и помогали, в результате чего Пахомий сам захотел принять христианство. Примерно десять лет спустя Пахомий поселился в заброшенной деревне Тавенисси в пустыне Верхнего Египта. К этому времени он получил уже наставление в монашеской жизни от некоего Паламона из Шенесета. Начиная с 324 года к нему стали приходить ученики. Их число быстро росло, и к 329 году сформировалась община (др.-греч. κοινωνία) в Пбоу, а затем ещё три; вторая группа общин была основана ближе к концу жизни Пахомия в районе Шмина. Вскоре Пахомий предпочёл индивидуальный аскетизм коллективной молитве и совместному приёму пищи. Главной добродетелью у киновитов стало считаться послушание главе общины, в которую принимались только мужчины. Его сестра Мария на противоположном берегу Нила основала женскую общину, находящуюся под духовным руководством Пахомия и управляемую старцем аввой Петром. Отдельными исследователями женская община Марии и мужская Пахомия рассматривались как двойной монастырь. Сами монахи не имели собственности, но это не относилось к монастырям, которые вели активную хозяйственную деятельность. К моменту смерти Пахомия, в основанных им 9 мужских и двух женских монастырях насчитывалось несколько сотен монахов и монахинь.
Несмотря на достаточно явные указания Афанасия о наличии предшественников у Антония, взгляд на него, как первого монаха в Египте и в целом, распространён и среди современных историков. Согласно современному исследователю раннего монашества Дж. Гёрингу, такая точка зрения является ошибочной и близорукой, и более тщательный анализ источников свидетельствует о наличии разнообразных форм раннехристианского аскетизма. Одновременно с этим нельзя говорить и о чисто египетском происхождении монашества, поскольку существует точка зрения о независимости возникновении монашества в Сирии, Месопотамии и Каппадокии. В «Церковной истории» Евсевия Кесариского упоминаются многочисленные случаи, когда христианские праведники бежали от мира, как например епископ Иерусалимский Наркисс, которому «издавна была любезна жизнь философа, и он бежал от братии и провёл много лет, скрываясь в неведомой пустыне». Многие также бежали в горы и пустыни, спасаясь от преследований. С точки зрения Евсевия, принуждение к бегству было ещё одной формой гонения для христиан, «погибавших от голода, жажды, мороза, от болезней, от разбойников и зверей». Евсевий не рассматривает подобные случайные события как проявления аскетической жизни, но при этом мало что сообщает об исторических истоках монашеского движения. Приводимые им сведения о «философской жизни» образованных христиан не объясняют массового распространения аскетизма в IV веке. К ранним египетским аскетам причисляют Иеракса и энкратитов, однако они не представляли основное течение египетского монашества.
Относительно написанного Афанасием Великим «Жития Антония» исследователи отмечают, что сам автор не утверждал приоритет Антония в данном образе жизни, а также, что своим успехом монашество обязано скорее литературному дару Афанасия, чем описанной им модели поведения. Немецкий историк церкви Карл Хейсси, указывая на литературную условность «Жития», сомневается, получил бы Антоний свою славу, если бы не это произведение Афанасия. Внимание исследователей привлекло сообщение Афанасия о том, что перед тем, как Антоний начал «упражняться в подвижничестве», он передал попечение над своей младшей сестрой «известным ему и верным девственницам, … на воспитание в их обитель». Считается, что здесь содержится указание на существование ограниченной формы деревенского аскетизма, не предполагавшей отказа от всех социальных функций. Отмечается, что содержащееся в датируемом 324 годом папирусе первое известное употребление слова «монах» (др.-греч. μοναχός) относится именно к деревенскому аскету. Этот тип монахов, известный ему под именем remnuoth, осуждал Иероним Стридонский. Датировка событий из жития Антония Великого относит начало его монашества к 306 году, из чего следует, что развитие отшельнического монашества не может быть сведено просто к реакции на институционализацию христианской церкви после 312 года. При этом новизна поступка Антония проявлялась в совокупности обстоятельств, поскольку ранее в Египте были известны и аскетизм, и удаление в пустыню. Полезным для понимания феномена возникновения духовного авторитета Антония Великого оказался предпринятый Дэвидом Бракке (David Brakke) анализ писем другого аскета IV века, Пафнутия.
Аналогично, мнение о том, что киновитное монашество обязано своим появлением исключительно Пахомию, также подвергается сомнению. Как и в случае Антония, высказывается мнение, что своим успехом пахомианское движение обязано литературным успехом «Жития Пахомия» и устава его монастырей. Из девяти монастырей, входящих в его ассоциацию, три были основаны без участия Пахомия. При этом уставу Пахомия следовали не все существовавшие монастыри. Например, преемник Пахомия Феодор Освященный изначально принадлежал к другому монастырю, который не присоединился к движению Пахомия. Святой Шенуте с почтением относился к Пахомию, но не принял его устав в своём монастыре и пользовался собственным. Некоторые монастыри принимали устав Пахомия, но не входили в его конгрегацию. Все такие общины условно называют тавенисиотскими. Исследователями также делались попытки объяснить возникновение пахомиевой системы организационными навыками, полученными Пахомием во время службы в римской армии, однако это, фактически, также вариация на тему происхождения из единого источника. Немецкий историк-бенедиктинец Фиделис Руппер отмечал сходство устройства монастырей Пахомия с языческими храмами Египта, однако это наблюдение относится только к архитектуре. На важность лидерских качеств основателей монашества обращают внимание многие исследователи. Учитывая сложную экономическую обстановку в Египте, монахами становились представители разных слоёв общества, в том числе недисциплинированных и необразованных. С вызовами своему авторитету сталкивались и Пахомий, и Шенуте.

### Распространение киновитного монашества
Историю пахомианского монашества разделяют на три периода: до смерти Пахомия в 346 году, затем при его преемниках Феодоре Освященном (ум. 368) и Орсисии (после 387 года) и прекращение пахомианского движения в царствование императора Юстиниана I (527—565). Пахомий не сразу пришёл к своей модели монашества. Один из первых кризисов в общине, когда из неё было изгнано несколько монахов, произошёл уже в 324 году. Постепенно уровень организованности повышался, и Пахомий пришёл к иерархической системе управления. Монахи жили совместно в нескольких домах, каждый из которых управлялся своим управляющим и его помощниками. Каждый монах имел своё занятие, а руководители сменялись каждые три недели; время для каждого вида занятий было чётко определено. Основной характеристикой второго периода истории движения, как считает Дж. Гёринг, стали сложности с передачей власти от основателя к ближайшим преемникам. По мнению историка, они хорошо описываются теорией «рутинизации харизмы» Макса Вебера. После внезапной смерти Пахомия от чумы в 346 году возник непродолжительный кризис передачи власти в основанном им объединении монастырей. За два года до этого Пахомий был серьёзно болен, и на случай своей смерти назначил своим преемником Феодора, пришедшего в общину в 328 году и пользовавшегося авторитетом среди монахов. Однако выздоровев, Пахомий наложил на Феодора епитимью, так как ему показался чрезмерным энтузиазм монашеских старейшин принять Феодора в качестве его преемника. Хотя, по всей видимости, отношение Пахомия к Феодору смягчилось к 346 году, перед смертью он назвал преемником некоего Петрония, незадолго до этого принятого в общину богатого землевладельца. Петроний скончался два с половиной месяца спустя от той же эпидемии, что и Пахомий, назвав своим преемником Орсисия из монастыря Хенобоския, также недавно присоединившегося. Согласно «Житию Пахомия», Орсисий сам не хотел занимать этот пост. В любом случае, он смог удержать власть около года, и, после того, как монахи активно выразили своё неприятие нового настоятеля, передал управление Феодору и удалился в Хеновосскую киновию. В результате угрожавший существованию движения кризис был преодолён, и власть вернулась к старшему поколению монахов. С целью предотвращения подобных волнений в будущем Феодор ввёл практику смены настоятелей в монастырях дважды в год. Институциональную проблему передачи верховной власти в движении он не решил, предполагая, видимо, назначить себе преемника сам. Вместо этого он стремился укрепить свою власть, заручившись поддержкой церковных иерархов из партии сторонников Афанасия Великого. Это отличалось от образа действий Пахомия, который избегал контактов с Афанасием. Важной характеристикой второго периода в истории пахомианского монашества Дж. Гёринг считает сближение идеалов движения с церковной ортодоксией. Это не значит, что при Пахомии монахи были склонны к ереси, но догматическим и терминологическим вопросам стали уделять больше внимания. С вопросом о возможной приверженности ереси пахомианских монахов связан один из подходов к решению проблемы происхождения гностических текстов из библиотеки Наг-Хаммади.
После смерти Феодора в 365 году Орсисий вновь принял на себя управление Тавеннисиотской киновией. К 368 году объединение насчитывало двенадцать мужских монастырей и три женских, протянувшихся от Гермополя на севере до Ликополиса на юге. Позднее, при содействии епископа Феофила Александрийского был основан монастырь Метанойя рядом с Александрией в Канопусе. Число монастырей в V—VI веках не известно, предполагают, что только мужских было от 13 до 24. Последним известным преемником Пахомия был Авраам Фаршутский, отказавшийся подчиниться императору Юстиниану I и признать Халкидонский собор. Одновременно с территориальным и экономическим ростом, движение после 400 года вступило в фазу литературной стагнации, и новые идеи в нём уже не возникали.
После киновий Пахомия Великого наиболее документированной монашеской общиной Фиваиды является «федерация» Белого и Красного монастырей. Традиционно считается, хотя это и вызывает удивление, что ими примерно 80 лет в 385—465 годах руководил харизматичный Шенуте. Сведения о жизни этих монастырей достаточно отрывочны и восстанавливаются из, прежде всего, сохранившихся трудов самого Шенуте и его «Житии», написанного Бесой. Согласно «Житию Шенуте», будущий святой родился в деревне Шеналолет, где его родители разводили овец, и сам Шенуте в юности был пастухом. В возрасте девяти лет он стал монахом в монастыре своего дяди Пжоля. Вероятно, ранее Пжоль был монахом в одной из общин Пахомия, которых было несколько в окрестностях. Устав Белого монастыря изначально основывался на правилах Пахомия, однако позднее Шенуте внёс в них множество дополнений. Находящиеся под управлением Шенуте монастыри, включая женскую общину, не входили в пахомиевскую «федерацию». Долгое время считалось, что Пжоль умер в 385 году, и Шенуте был его непосредственным преемником — эта точка зрения зафиксирована в авторитетной Коптской энциклопедии (1991). В серии работ американского коптолога Стефена Эммеля на основе анализа большинства доступных текстов Шенуте была восстановлена более сложная картина событий, последовавших за смертью Пжоля. Согласно реконструкции Эммеля, в настоящее время общепринятой, Пжоль скончался между 368 и 379 годами, и ему наследовал известный только по имени Эбонх. Вероятно, управление этого настоятеля вызвало кризис духовного лидерства, завершившийся с переходом власти к Шенуте. Важнейшей вехой в хронологии жизни Шенуте является посещение им Эфесского собора в 431 году вместе с неназванным по имени патриархом. Это событие упоминается в одном из рассуждений монаха год спустя после этого события с указанием, что к тому времени он уже «читал евангелия более шестидесяти лет» и «молился за них более сорока трёх лет после ухода наших отцов». Первое из этих утверждений, вероятно, относится к тому, сколько лет Шенуте был монахом, а второе — ко времени его служения в качестве настоятеля. Проблема в данном состоит в том, что в рассматриваемый период состоялось два собора в Эфесе, в 431 году и в 449 году. Принятие второй возможности существенно сдвигает датировки и может объяснить, почему Шенуте не упоминается в сочинении Палладия Еленопольского «Лавсаик», написанного после посещения монастырей Панополиса в 408—412 годах. Если Шенуте стал настоятелем в 407 году, а не в 389, он вполне мог не привлечь достаточного внимания путешественника.
Сохранившиеся тексты практически не содержат информации о прочих монашеских конгрегациях. На этом основании британский египтолог Джон Барнс в 1970-х годах сделал вывод о безраздельном влиянии пахомиан в Фиваиде или, как минимум, в районе Наг-Хаммади. Позднейшие открытия привели к пересмотру этой теории, основанной на, по выражению Александра Хосроева, «хорошо отцензурированных текстах». За пределами пахомиевой системы находились общины аскетов мелитиан и манихеев, но сведения о них отрывочны. Мелитиане являлись группой христиан, не признававших авторитет патриарха Александрийского и образовавших собственную церковь в результате раскола в начале IV века. Поскольку между мелитианами и остальными христианами Египта не было доктринальных разногласий, ничто не препятствовало их общению с последователями Пахомия. На основании сохранившихся источников нельзя уверенно установить направление влияния в их отношениях. Мало известно об учителе Пахомия Паламоне, который стал наставником для многих отшельников в окрестностях Шенесета. О многочисленных «независимых» монахах сообщают «Истории» Пафнутия, путешествовавшего по южной Фиваиде; таких монахов было много в долине Дишны, и они поддерживали тесные отношения с киновиями Пахомия. Отношение последнего к независимым монахам было неоднозначным. Если вначале он разрешал братии общаться с ними, то позднее он требовал чтобы приходящие в киновию посетители были «той же веры».

## Духовная жизнь египетских монахов

### Ортодоксия и ересь первых египетских монахов
Уверенное утверждение шотландского коптолога Уолтера Крама, заявившего в 1892 году, что «монашеское происхождение всей коптской литературы несомненно», было поставлено под вопрос находками коптских манихейских текстов в 1920-х годах и библиотеки Наг-Хаммади в 1945 году. Начиная с этого времени предпринимались попытки связать вновь обнаруженные тексты с монашеской литературной традицией, прежде всего пахомианской. Основным аргументом выступала географическая близость к месту обнаружения библиотеки первых пахомианских монастырей (12 км от Тавенисси, 8 км от Пбоу и 9 км от Шенесета). Учитывая свидетельство ересиолога Епифания Кипрского об активности гностических сект в середине IV века в Египте, сразу же возникли гипотезы о наличии связи с киновиями. В 1972 году Джон Барнс предположил, что часть рукописей происходит из пахомианских монастырей или, как минимум, были созданы монахами. Позднее выяснилось, что некоторые из выводов Барнса были слишком смелыми, но проблема, в любом случае, была поставлена. Дальнейшие исследования велись в трёх основных направлениях: исторические обстоятельства появления рукописей, их связь с монашеской литературой того периода и доктринальные взаимосвязи монашеского движения с гностицизмом. С точки зрения определения происхождения библиотеки наиболее интересны картонажи кодексов, изготовленные из различных документов. Большинство из них посвящены хозяйственным вопросам и не представляют интереса, в отличие от картонажа кодекса VII, включающего в себя, помимо прочего, несколько писем на греческом языке. По найденным там же хозяйственным договорам устанавливается terminus post quem между 336 и 348 годами. Два письма написаны или адресованы монахам. Рядом исследователей были предприняты попытки соотнести упоминаемые в них реалии с пахомианскими монастырями. Рассмотрение документов «библиотеки» с точки зрения их религиозного содержания также допускает несколько возможностей. Если предположить, что тексты были собраны ортодоксальными христианами, то возникает вопрос, с какой целью. Например, еретический характер текстов их владельцами не был замечен, либо подборка нужна была для ведения полемики с религиозными оппонентами. По предположению Ф. Виссе, гностические общины, сохранившиеся до появления первых монастырей, были постепенно ассимилированы. Соответственно, пахомианские монастыри не были по своему происхождению полностью ортодоксальными, чему можно найти и другие подтверждения (использование Пахомием мистического алфавита, его видения, ангелология и терминология). Аргументы против того, что тексты читали сами монахи, выдвинул шведский египтолог Торгни Сэве-Сёдерберг. По его мнению, это была ересиологическая библиотека, наподобие «Панариона» Епифания Кипрского. Однако, хотя Пахомий и уделял внимание поддержанию ортодоксального образа мыслей среди своих монахов, активную борьбу против ересей, в отличие от Епифания и Шенуте, он не вёл. Возможно, преемники Пахомия выступали против оригенизма а конце IV века, однако письменные упоминания об этом могут быть позднейшими вставками. Наконец, предположение о том, что «библиотека» была намеренно спрятана монахами приводит к выводу об имевшей место антиеретической кампании в одном из монастырей. Подобные события имели место в Египте, например, «чистки» оригенистов после смерти Евагрия Понтийского в 399 году, но для монастырей в окрестностях Пбоу указать исторические ориентиры сложнее. В качестве одного из возможных поводов указывают пасхальное письмо к монахам Афанасия Великого 367 года.
Рядом исследователей развивается теория о влиянии на христианство в Египте и, в частности, монашество, манихейства. Последователи пророка Мани в Римской империи считали себя истинными христианами, а «ортодоксов» обвиняли в иудаизации учения Иисуса Христа. Обнаруженные в XX веке тексты позволили приблизительно восстановить хронологию распространения этой религии в Египте. Рядом исследователей (В. Хеннинг, В. Зундерманн, Л. Кёнен) были выдвинуты предположения о связи монашеской терминологии с манихейской. Так, Л. Кёнен отмечал организационное сходство манихейских манистанов с кумранской общиной и более поздними монастырями. В 1982 году Гай Струмза предположил, что манихейский аскетизм не был непосредственным предшественником христианского, но выступил в качестве «катализатора» его появления. Со второй половины 1990-х годов появились новые противники этой теории. В 1995 году Александр Хосроев («Die Bibliothek von Nag Hammadi») обосновал полное несоответствие монашеской идеологии «анти-библейских концепций» текстов «библиотеки». По его мнению, владельцем рукописей был какой-то носитель «синкретической ментальности», хорошо знакомый с греческой философией. По мнению Хосроева, среди первых монахов таких людей не было. В 2000 году пахомианское происхождение рукописей с папирологической точки зрения отвергла Ева Випшицка. Выводы Хосроева поддержали известные египтологи Марк Шеридан, Алестер Логан и Стефен Эммель. В 2013 году Никола Дензи (Nicola Denzey Lewis) из Клермонского университета резюмировала, что те, кто специализируется на изучении пахомианского монашества, склоняются к признанию городского происхождения текстов из Наг-Хаммади.

### Пустыня и город
Однажды сей благочестивый муж, пришедши к святому Макарию, так называемому Городскому, для свидания и духовного назидания, сказал ему: «Авва Макарий! Я нахожусь в великой скорби». Раб Христов заставил его сказать причину скорби, и тот говорит ему: «В одном селении живёт девственница, которая подвизается уже тридцатый год. Многие сказывали мне, что она, кроме субботы и воскресенья, не вкушает пищи ни в какой день, что, всегда проводя так седмицы, вкушает через пять дней и совершает каждый день по семисот молитв. Я укорил себя, когда узнал об этом, рассуждая, что я, будучи мужчиной и превосходя её крепостию сил телесных, не мог совершать более трёхсот молитв». Святой Макарий отвечал: «Я вот уже шестидесятый год совершаю только по сто положенных молитв, зарабатываю нужное для пропитания своими руками, подолгу не отказываю братиям в свидании, и, однако ж, ум не укоряет меня в нерадении. Если же ты, совершая и по триста молитв, осуждаешься совестию, то явно, что ты или с нечистым сердцем молишься, или можешь больше молиться и, однако ж, не молишься».
Несмотря на то, что география распространения монашества в Египте была достаточно разнообразна, источники уделяют внимание прежде всего пустынникам. В агиографической литературе подчёркивалась связь между степенью святости отшельника и удалённостью места его проживания. Святость Онуфрия Великого доказывалась, в том числе, тем обстоятельством, что его биограф Пафнутий Исповедник смог добраться до отшельника после 21-дневного перехода по пустыне только благодаря особой пище и воде, доставляемой ангелами. Три основные источника для раннего периода, «Житие Антония», Apophthegmata Patrum и «История монахов» уделяют наибольшее внимание именно обитателям пустыни. Причина, по которой монахи города и деревни так слабо представлены в литературе не совсем понятны. Дж. Гёринг предполагает, что косвенное объяснение можно найти в «Житии Антония» — его герой начал свою монашескую карьеру как деревенский аскет, но приобрёл известность, переселившись в пустыню. Обобщая, историк видит здесь мифологизированное отражение упадка общества, в котором город связывался с ложью, а пустыня с истиной. Это наблюдение в большей степени относится к «Житию» и «Истории», поскольку их авторы сами пустынниками не были. Апофегмы, напротив, считаются основанными на аутентичных высказываниях и в них больше внимания уделяется отношениям наставника и послушника, духовному росту монахов.
Большое значение имело проживание монахов именно в пустыне. Обозначение их как «отцов-пустынников» встречается в IV веке у Палладия Еленопольского и в VI веке у Кирилла Скифопольского. В Ветхом Завете пустыня связывалась с мессианскими и эсхатологическими ожиданиями народа Израилева, в неё евреи вернулись после примирения с Яхве. С другой стороны, ощущение важности пустыни является общим для народов Ближнего Востока, у которых она ассоциируется с культом богов плодородия. В трактате «О декалоге» о пустыне рассуждает иудейский философ I века Филон Александрийский. По его мнению, Бог дал Закон своему народу в пустыне по причине её удалённости от подверженных моральному разложению городов, их нечистот и загрязнённого воздуха. В трактате «О созерцательной жизни» Филон говорит о пустыне, как о месте очищения и Завета ещё более определённо. Французский востоковед Антуан Гийомон указывал на связь отшельничества египетских монахов с сирийской традицией добровольного ухода от мира, xeniteia. С 320—330-х годов начинает развиваться монашеский центр в Нитрийской пустыне в 40 километрах к югу от Александрии. Между 315 и 337 годами в пустыне поселился святой Аммон, положив начало общине монахов Нитрии. Когда в этой местности стало жить слишком много монахов, Аммон, в поисках уединения, переместился на 20 километров южнее, где основал другую общину, Келлию. Наиболее известную из египетских монашеских общин в этом регионе основал Макарий Великий в Скитской пустыне ещё в 40 километрах южнее. В этих трёх случаях, как и многих других, монашеские общины представляли скорее разрозненные группы, чем единые сообщества. Эти группы часто в литературе называют «лаврами» (др.-греч. λαύρα), хотя само понятие возникло в Палестине и не употреблялось в Египте до V века. Другой общиной отделившихся от Келлий в поисках уединения монахов была Ферме.
Хотя распространено представление о египетских монахах, как живущих в пустыне отшельниках, зачастую их удалённость от городов была относительной. Ещё в «Истории египетских монахов» говорилось, что «нет такого города или деревни в Египте и Фиваиде, которые бы не были окружены, как стеной, монастырями».
К концу IV века сеть монастырей окружила столицу Египта, Александрию. Крупнейшим из них был расположенный в 16 километрах от города Энатон. Не известно, когда Энатон был основан, возможно, отшельники жили там с конца III века. Монастырь активно участвовал в религиозных спорах VI века, а в период гонений в Энатоне находилась резиденция монофизитских патриархов. Вне столицы сведения о городских монастырях единичны, за исключением Оксиринха.

## Формы монашеской жизни

### Терминология
Учитывая недостаточность доступных к настоящему времени источников, при классификации форм египетского монашества исследователям приходится опираться на схемы, предложенную церковными авторами IV—V веков. Уже в папирусах начала IV века обнаруживается разнообразие терминологии для обозначения монахов. Наиболее общим термином был др.-греч. μοναχός, указывающий на человека, ведущего безбрачную жизнь из религиозных соображений. В метафорическом смысле это слово встречается около 330 года у Евсевия Кесарийского в смысле человека, находящейся на передовой битвы за христианство. Позднее смысл слова сузился до обозначения последователей Антония, Пахомия и других. Афанасий Великий называл монахами как мужчин, так и женщин.
Упрощённо, все категории монахов, кроме анахоретов и киновитов, можно рассматривать как не принадлежащих к церкви, и некоторые из раннехристианских писателей так и делали. В 384 году Иероним Стридонский писал (Hieron. Ep. 22):
В Египте есть три вида монахов: киновия, которую они сами на своём языке называют sauhes, а мы можем называть «живущие вместе»; анахореты, которые живут поодиночке, подвизаются в пустыне и называются так потому, что удалились от людей; третий вид, худший и достойный порицания, который называют remnuoth и который в нашей провинции является если не единственным, то основным. Они живут вместе по двое, по трое или немногим больше, следуя собственным законам; часть из того, что они произвели, сносят они в общий котёл, чтобы иметь совместную трапезу. Живут они обычно в городах или городишках, и всё, что они продают, продают по дорогой цене (как будто бы являются святыми продукты их труда, а не сама жизнь). Среди них часто возникают ссоры, поскольку они, живя своим хлебом, не терпят кому-либо подчиняться.
Эти порицаемые Иеронимом remnuoth упоминаются у Иоанна Кассиана, который в 390-х годах странствовал по монастырям Египта, под названием sarabaita. Реальная ситуация вряд ли укладывалась в такую простую схему, и более поздние авторы, Бенедикт Нурсийский (ум. 547) и Исидор Севильский (ум. 636), сохраняя разделение на порицаемые и достойные подражания, выделяли больше разновидностей. Согласно Исидору, существовало шесть видов монахов: киновиты, пустынники (лат. eremitae), отшельники (лат. anachoretae) и, с другой стороны, псевдо-отшельники, киркумкеллионы (лат. circumcelliones) и «те, которые называют себя sarabaitae или remobothitae». Из перечисленных Исидором, киркумкеллионы привлекли наименьшее внимание исследователей; по мнению английского историка церкви Уолтера Френда, их нельзя отнести к монашеству в строгом смысле слова. Слово «анахорет» (др.-греч. 'Αναχωρητης) впервые появляется в папирусе середины IV века (P. Jews 1925) относится к некоему Пафнутию, члену небольшого сообщества монахов. Следующее по времени известное использование принадлежит процитированному выше отрывку послания Иеронима Стридонского, который выделял анахоретов, как монахов, ведущих уединённый образ жизни. В написанном около 420 года «Лавсаике» это слово употребляется довольно часто для различения тех, кто живёт в совершенно бесплодной пустыне от обычных монахов Нитрии. В том же смысле анахореты часто упоминаются в различных сборниках апофегм. Однако в целом, по наблюдению Евы Випшицкой, постепенно это слово приобрело смысл почётного эпитета и утратило обязательную связь с уединённым образом жизни. Существенно реже встречается слово «отшельник» (др.-греч. ερημιτης), его нет ни в «Лавсаике», ни в «Истории египетских монахов» Афанасия Великого. По мнению американского папиролога Лесли Маккоул (Leslie S. B. MacCoull) «те монахи, о которых сообщается что они „отшельники“, не принадлежали к киновитным общинам, а жили в другом, более „идиоритмичном“ стиле, возможно, в полуобособленных кельях».
Термином, наиболее привлекающим внимание исследователей раннего монашества в последние десятилетия является др.-греч. Ἀποτακτικός, «отрёкшиеся (от мира)». Это слово встречается уже в греческом Евангелии от Луки: «так всякий из вас, кто не отрешится от всего, что имеет, не может быть Моим учеником» (Лк. 14:26—33). В юридическом контексте оно употреблялось ещё в птолемеевский период, для обозначения лиц, незаконно оставивших свою землю и уклоняющихся от уплаты налогов. В «Житии Пахомия» описывается, каким образом происходил приём в его монастырь: с желающими присоединиться говорил он «…о том, могут ли они оставить своих родителей и последовать за Спасителем», а затем «должны были они отказаться от мира, от близких и от себя самих». По мнению австралийского историка Эдвина Джаджа (Edwin Judge), существовало «апотактическое монашество», к которому он причислял remnuoth Иеронима Стридонского. Вероятно, «отречение» касалось только отношений с противоположным полом, но не экономической и общественной жизни. Проведённое Е. Випшицкой сопоставление примеров использования данного слова в корпусе пахомианских текстов и в папирологических источниках привело её к парадоксальному выводу о существовании категории монахов-«апотактиков», владевших недвижимостью и деньгами, участвующих в экономической жизни и не порывавших окончательно со своей семьёй. К апотактическому монашеству могли принадлежать и женщины.
Особых эпитетов удостаивались харизматичные лидеры некоторых монастырей. Из тех, кого называли пророком, первыми и наиболее знаменитыми были Макарий Великий из Нитрийской пустыни в IV веке и Шенуте в V веке. «Пророки» считались эффективным каналом общения с Богом, но с ними можно было проконсультироваться и по мирским вопросам. «Чудотворцы» местного значения были тесно связаны со своими областями и играли ту же роль, что и языческие жрецы древности, позволяя прибегнуть к помощи сверхъестественных сил минуя официальную церковь. Основатель фиванского монастыря Епифаний в конце VI века в сохранившихся письмах предстаёт в качестве советчика по вопросам медицины, богатства и бедности, а также разрешения конфликтов. Такую же репутацию имел его современник Писентий Коптский из того же монастыря, впоследствии ставший епископом. Коптское слово ⲁⲡⲉ, «глава», апа, было универсальным почётным обращением, и применялось как к архимандритам, так и к светским магнатам.

### Женский аскетизм
Позднеантичный аскетизм в Средиземноморье не был исключительно мужским, но подробности исторического развития женского монашеского движения плохо документированы. О важности сохранения девственности говорили первые христиане (1Кор. 7:8), во II—III веках подробно обсуждали Климент Александрийский и Ориген, но в тот период институционализации явления не произошло. К началу IV века ситуация начала меняться. Епископ Пётр Александрийский (300—311) упоминает о девах, которых их родители предназначили для пожизненного служения Церкви, а при епископе Александре (312—328) они уже представляли значительную силу, поддержав ересиарха Ария. Считается, что первое указание на существование некоторой организованной формы женского аскетизма содержится в «Житии Антония», в месте, где говорится о том, что отправляясь в пустыню он оставил свою сестру на попечение «известным ему и верным девственницам». «Девственницами» они здесь названы, как считается, не в силу физиологических обстоятельств, но для отражения свойственного им определённого образа жизни. Документальных свидетельств, таких как данные переписей, о существовании женских общин практически не сохранилось. Письменные источники, относящиеся к отцам-пустынникам (церковные каноны, папирусы и Apophthegmata Patrum) нередко упоминают женщин как нечто, что должно быть полностью исключено из жизни отшельника. Тем не менее, о ведущих аскетическую жизнь женщинах говорится во всех трёх типах источников. Германский историк Сузанна Элм отмечает, что разнообразие образа жизни египетских отшельниц было примерно тем же, что и у их единомышленниц в Малой Азии. Они могли быть матерями, учителями, паломниками, одевать мужскую одежду или бродяжничать, варьируя степень отчуждения от общества в зависимости от своего духовного прогресса. Папирологические источники позволяют уточнить градации индивидуального городского женского аскетизма и выделить как минимум три: девы, живущие с родителями, оставшиеся в семье после смерти родителей, и живущие самостоятельно.
Пахомианская система предложила свой подход к организации женского аскетизма. В 329 году Пахомия Великого в Тавенниси посетила его сестра Мария, вслед за чем была основана женская община. Таким образом первоначальная концепция был скорректирована, и теперь монах мог, с одной стороны, порвать свои прежние связи, сохранив до некоторой степени ответственность за своих близких. В этом было значительное отличие от подхода Антония, доверившего свою сестру «девам». Объединённая община управлялась по тому же уставу, что и чисто мужская. Женская часть находилась под руководством мужской братии, выполнявших роль pater familias. Специальное духовное руководство первоначально не осуществлялось, но затем Пахомий назначил выполнять эту функцию апу Петра. Он же стал руководить женской общиной в Тсмине. Главной задачей Петра и его преемников было осуществлять контроль над общением женской и мужской частей общины. Помимо этого, женщины и мужчины вели общую экономическую деятельность, и требовалось передавать материалы и изделия. Некоторым монахам, чья твёрдость была хорошо известна, было доверено работать у монахинь.
Приводимые «Историей монахов» цифры в 10 000 монахов и 20 000 монахинь для одного только Оксиринха большинство исследователей признают фантастическими в том числе и потому, что в остальной части Египта монахи-мужчины численно преобладали. В некоторых случаях сложно определить, представляли ли группы совместно проживавших и ведущих общее хозяйство женщин монашескую общину. Нет консенсуса относительно интерпретации двух датируемых 340-ми годами писем жительниц Оксиринха Дидимы и её «сестёр». Если предположить, что они не были родственницами, а объединились для совместной праведной жизни, то они были первыми известными монахинями в этом регионе. В Александрии организацией женского аскетического движения занимался Афанасий Великий. Он отрицал такие формы ведения девственной жизни, как проживание в одном доме с аскетами-мужчинами и ведение независимого хозяйства, предлагая женщинам вместо этого оставаться в своих семьях или присоединяться к женским общинам. В его терминологии, женщины-аскеты должны были становиться «невестами Христовыми» и вести себя соответственно. Аскетический образ жизни предполагал уединение, отказ от имущества и поддержания отношений. Церковные авторы рекомендовали благочестивым женщинам меньше общаться с семьёй и друзьями. Аскетизм был доступен не только состоятельным женщинам, которых поддерживали семьи, или в чьём распоряжении было достаточное наследство. Немало было готовых оказать финансовую помощь мирян. Ещё одной возможностью был духовный брак, то есть ведение праведной жизни в формальном браке. Хотя с практической точки зрения такой подход имел достоинства, Афанасий его считал неприемлемым.

## Место в обществе

### Социальный состав
Формы, в которых существовало монашество в Египте, были более разнообразны, чем где бы то ни было в период Поздней Античности. Даже крупнейшая конгрегация, последователи Пахомия Великого, не составляла значительную долю в общем числе монахов. Среди современных исследователей вопрос о типизации форм египетского монашества, выделения в нём двух (отшельническая или киновитная) или трёх (включая полу-отшельническую «лавру»), является дискуссионным. Попытку более детальной классификации предпринял М. Шеридан (1997), выделивший строго организованные киновии Пахомия и Шенуте (ум. ок. 455), отшельников (живших уединённо или с учениками), затворников (как Иоанн Прозорливый, также иногда живших с учениками) и странствующих монахов. Также Шеридан выделяет монастыри Нитрии в отдельную категорию. Российский историк А. А. Войтенко предлагает несколько иную классификацию: живущие в полном уединении отшельники (наиболее строгая форма монашества); колонии анахоретов (об их численности и организации сведений практически нет); «малая община» до 10 человек (наиболее распространённая форма организации монахов, обычно — группа вокруг известного подвижника), Нитрийский монашеский комплекс, сочетавший различные типы организации; «странничество» двух типов — по населённым местам или со стадами животных (например, отшельник Афу жил со стадом антилоп); «малые монастыри», не принявшие устав Пахомия.
По месту проживания египетское монашество можно разделить на три типа: городское, пустынное и «пограничное». Пахомианские монастыри тяготели к обрабатываемым землям, реже — к заброшенным деревням; согласно английскому исследователю Дервасу Читти, это была их определяющая характеристика. Последователи Антония Великого тяготели к древнеегипетским захоронениям как местам, наиболее подходящим для ведения битвы с демонами, скалистым ущельям вдоль Нила (gabal), примыкающих к нему вади и пустынным долинам к востоку от дельты. При этом необходимо учитывать, что в силу географической специфики пустыня зачастую находилась в пределах видимости от поселений. Люди, которые не хотели или не могли присоединиться к монастырю, могли вести аскетический образ жизни уединившись в своих домах. Каноны Псевдо-Афанасия указывают на существование монашеских общин в городах. Впрочем, монахи были очень мобильны, хотя покидать свою келью без существенной причины не рекомендовалось. В Александрии и крупных городах для них существовали специальные ксенодохии.
Ни агиографическая литература, ни творения Отцов Церкви не уделяют сколько-нибудь существенного внимания этническому и социальному составу египетского монашества. Понятно, что основные группы населения говорили на коптском или греческом языках, но их представленность в монашеской среде, а также численность двуязычных монахов, являются предметом научных споров. В этом контексте приверженность Афанасия Великого латинскому языку является достаточно необычной. Первые монахи, вероятно, были коптами, но уже при их ближайших преемниках в монастырях имелись двуязычные переводчики. Сведения для конца IV века можно почерпнуть из книги «Лавсаик» палестинского епископа Палладия, посетившего в качестве паломника крупнейшие египетские монашеские центры. Для большинства встреченных им подвижников он указывал их «род», город и местопребывание. Всего Палладий выделяет шесть «родов»: александриец (др.-греч. Άλεξανδρεύς), египтянин (др.-греч. Αιγύπτιος, копт), «эфиоп» (др.-греч. Αίθίοψ), ливиец (др.-греч. Λίβυς), палестинец (др.-греч. Παλαιστίνος) и понтиец (др.-греч. Ποντικός). Учитывая сложность вопроса об этнической принадлежности в позднеантичном Египте, нельзя однозначно утверждать, были ли «александрийцы» Палладия этническими греками, или же представителями эллинизированной местной знати. Данные «Лавсаика», в целом, подтверждают тезис о преобладании коптов среди монахов однако, возможно, в дельте Нила оно было выражено меньше. Остальные группы были существенно менее многочисленны. При этом сами копты не были социально однородны, в настоящее время выделяют слой двуязычной коптской элиты, представители которой также уходили в монастыри. Косвенно на наличие среди монахов выходцев из высших классов указывает римское законодательство об имуществе поступающих в монастырь, сохранившиеся в ряде пустынных монастырей фрески с темами, более подходящими для богатых домов, а также обнаруживаемые при раскопках предметы роскоши. Косвенным указанием на этническое разнообразие среди монахов Вади-Натруна являются названия двух монастырей — Дейр ас-Суриан (Монастырь Сирийцев) и Дейр аль-Барамус (Монастырь Римлян).
Представление о том, что основную массу египетского монашества составляли выходцы из хоры, то есть городов и деревень за пределами крупнейших эллинистических городов, также в последнее время подвергается сомнению. Согласно Е. Випшицкой, роль монастырей близ городов была значительна, и нельзя утверждать, что характер египетского монашества был преимущественно крестьянский. Относительно социального состава монашества по данным «Лавсаика» можно утверждать наличие в этой среде бывших рабов, ремесленников и крестьян. П. Браун идентифицирует социальный слой, к которому принадлежали монахи поздней античности, как «зажиточных фермеров». Согласно Брауну, устранение себя из социума стало рефлекторной реакцией таких фермеров в трудной ситуации, одной из возможностей наряду с, например, переходом в другую деревню. Социо-экономические причины распространения христианства в после-птолемеевском Египте проследил американский историк Генри Грин. По его мнению, причиной стали возрождение института частной собственности и неспособность государства эффективно собирать налоги в сочетании с сохраняющейся этнической сегрегацией.

### Монашество и церковь
Монахи не входили в формальную церковную иерархию, но в условиях религиозных споров IV века они могли стать как важным союзником, так и серьёзным противником. На начальной стадии арианского спора, как сообщает Епифаний Кипрский, Арий «отвлёк от церкви для единения с собою девственниц числом семь сот», своих последовательниц имел и Афанасий Великий. С точки зрения церкви живущие в городах монахи-апотактики были менее удобны, чем удалившиеся в пустыню аскеты, и с этим, по мнению Дэвида Бракке, мог быть связан закат этой формы монашества. Пустынники, с другой стороны, в силу своей географической удалённости, были менее подвержены контролю со стороны епископов и существовал риск их перехода на сторону конкурирующих религиозных групп. В качестве архиепископа Афанасий занимался проблемой церковного единства, активно участвуя в разрешении внутримонашеских споров. Он вёл переписку с монахами Нижнего Египта и рекрутировал из их среды новых епископов. Значительную часть периода изгнания 356—362 годов Афанасий провёл в пустыне. На различие в политической позиции и активности монахов города и хоры обращает внимание Ева Випшицка — первые были более независимы от церковных властей и в большей степени готовы встать на защиту ортодоксии. Напротив, согласно Жильберу Дагрону, египетское монашество было полностью зависимо от церкви.
Особую роль играли отношения монахов с Александрией, одним из крупнейших городов Византии и местом пребывания патриарха. На раннем этапе связь была преимущественно односторонней — из Александрии в пустыню прибывали паломники и желающие стать монахами. Примерно в 330 году монахов Фиваиды навестил Афанасий Великий, а о первом ответном визите сообщается только в 340 году, когда представители Пахомия на корабле приплыли в столицу Египта. Там они произвели сильное впечатление на молодого чтеца Феодора, который с разрешения Афанасия присоединился к возвращающимся монахам. По прибытии в Пбоу говорящего только на греческом языке Феодора сначала определили к наставнику, а после приобретения им опыта в монашеской жизни назначили заведовать домом, в котором размещали послушников. Информационный и людской поток расширился с увеличением количества кораблей у федерации Пахомия, а сама федерация расширялась в северном направлении. В 391 году по просьбе архиепископа Феофила монахи основали монастырь в Канопусе на месте языческого святилища. Этот монастырь, получивший позднее название Метанойя, стал важным монашеским центром в Нижнем Египте, привлекавшим большое количество латиноязычных паломников. При преемнике Феофила, Кирилле, связи церкви с федерацией Пахомия ещё более укрепились. Кирилл поддерживал отношения и с Шенуте, с которым, по преданию вместе посетил в 431 году Эфесский собор но, в силу более консервативной политики, федерация Шенуте так и осталась локальным явлением. Монастырь Метанойя поддержал решения Халкидонского собора 451 года, и в нём нашли убежище противники монофизитского патриарха Диоскора. В последующие годы три халкидонитских (мелькитских) патриарха Коптской церкви были выходцами из Метанойи. Пбоу в этом конфликте придерживался противоположных позиций, и при императоре Юстиниане I противостояние двух центров федерации завершилось изгнанием Авраама Фаршутского из Пбоу.

## Монашество и коптская литература
Широко распространено мнение об египетском монашестве как преимущественно сельском явлении, представленным бедными и малообразованными коптами. Его источником часто является отождествление невежественных с теми, кто недостаточно хорошо знал греческий язык, и неграмотных (др.-греч. ἁγράμματα) с теми, кто не получил классического образования (др.-греч. γράμματα). Знание текстов наизусть также часто рассматривается исследователями как признак неграмотности. Несомненных, неграмотных монахов было много, как, например, ученик Антония Павел Препростый. Вполне возможно, однако, такое прозвище указывало на необычность его неграмотности. В нитрийских монастырях зародился литературный жанр наставительный изречений апофегма, получивший особое значение в Византии. В Apophthegmata Patrum и других источниках нередко упоминаются книги и занятия, связанные с ними. Монастырский устав Пахомия предписывал учить читать новопоступивших монахов. До конца XX века господствовало представление о необходимости строгого различения между александрийским христианством и христианством «деревенской» коптской культуры, к которой принадлежали виднейшие представители египетского монашества — Антоний, Пахомий и Макарий. Согласно известному богослову И. Ф. Мейендорфу, «в течение IV, V и VI вв. существовал резкий контраст между городом Александрией, крупным интеллектуальным центром, в котором доминировали греческий язык и греческие культурные традиции, и всей остальной страной — страной египетских крестьян, говоривших на коптском языке». Считалось, например, что до начала оригенистского спора в конце IV века коптским монахам были не известны сочинения Оригена. Неадекватность этих представлений стала ясна после обнаружения библиотеки Наг-Хаммади недалеко от пахомианского монастыря Хенобоскион. Необходимость подтвердить аутентичность этих памятников потребовала ответить на вопрос, каков был уровень образованности монахов, и как происходило распространение идей александрийской школы. Если монахи не были достаточно образованны для изучения таких текстов, то кто их мог читать в коптской деревне? Таким образом, по замечанию польского историка античности Евы Випшицкой, существует необходимость пересмотра мнения о зарождении аскетического движения за пределами классической культуры и его народном характере.
В среде египетского монашества хорошо знали греческую патристику. Представительный перечень христианской литературы, рекомендованной монахам для чтения, приводится в 39 Пасхальном письме Афанасия Великого от 367 года. По приказу Феодора он был переведён на коптский язык. На коптском языке были доступны, как минимум, Ветхий и Новый заветы, труды Афанасия Великого, письма Антония Великого, пахомианская литература, труды Павла Таммского. Входила ли в круг чтения первых египетских монахов гностическая литература, является спорным вопросом. В связи с библиотекой Наг-Хаммади, если предположить, что она принадлежала пахомиевским монахам, возникает вопрос, могли ли они изготавливать подобные книги, владеть ими и читать их. Такая возможность допускается многими исследователями, строящими на этом предположении разнообразные теории относительно идеологии этой части египетского монашества. Профессор Фредерик Виссе из Клермонского университета полагает, что пахомиане, положив в основу своей веры не ортодоксию, а ортопраксию, неизбежно должны были скатиться в ересь. Отталкиваясь от этого предположения, Виссе сделал вывод о том, что в середине IV века пахомианское монашество не было в достаточной степени организовано, и гностицисты могли к нему примыкать вместе со своей литературой. Напротив, немецкий историк Клеменс Шолтен обосновывает (1988), что тексты из Наг-Хаммади не могли принадлежать гностической общине, а служили монахам благочестивым чтением. Обосновывая противоположную точку зрения, Александра Хосроева обращает внимание на то, что у монахов не было возможности читать и переписывать любую литературу. Устав Пахомия даже до окончательного своего формирования в конце IV века был очень строг и не мог позволить осуществлять группе лиц нелегальное переписывание еретических текстов.
Значительную часть оригинальной литературы, созданной коптскими монахами, составляли полемические произведения анти-халкидонитской направленности. К сожалению, их сложно датировать даже с точностью до десятилетия, и не всегда можно с уверенностью определить, не является ли то или иное произведение переводом с греческого или сирийского языка. Основной темой этой литературы, пережившей арабское завоевание, было выражение приверженности учению Кирилла Александрийского и его преемников Диоскора и Тимофея против несторианского халкидонизма и евтихианства. Долгое время коптская полемическая литература оценивалась крайне низко. В 1915 году французский египтолог Жан Масперо писал, что в ней невозможно найти тексты даже среднего качества. Отношение стало меняться после работ Артура Нока и Питера Брауна, привлёкших внимание к религиозным представлениям необразованных народных масс.
Монастыри пополняли свои книжные собрания благодаря подаркам прихожан и в результате работы собственных скрипториев. Образованные монахи копировали себе священные тексты сами, об этом свидетельствуют обрывки папируса, находимые при раскопках келий. Статус профессиональных переписчиков был выше, чем у обычных монахов. В некоторых случаях объём сохранившихся рукописей достаточно велик, чтобы можно было установить «руку» одного и того же писца в различных документах. Видно, что один и тот же человек мог переписывать как духовную литературу, так и хозяйственные документы. Не все исследователи разделяют категоричное мнение немецкого византиниста Клаудии Рапп, что источники не содержат указания на обучение писцов в монастырях; по её мнению, будущие монастырские писцы обучались своему мастерству на гражданской или церковной службе. В пользу противоположной гипотезы свидетельствуют уставы монастырей Пахомия и Шенуте. Информации о монастырских библиотеках в Египте не много. В 1926 году шотландский коптолог У. Э. Крам исследовал круг чтения монахов полуотшельнического монастыря в окрестностях Фив. Учитывая имеющиеся рукописи, древние списки книг и количество цитат в письмах и прочих документах, он пришёл к выводу, что монахам были доступны труды отцов Церкви и основоположников монашества. Позднее были обнаружены и другие монастырские библиотеки и их описи. На основании полученной информации можно сделать вывод, что даже самые маленькие монастыри имели в своём распоряжении как минимум евангелия и Псалтирь. В результате разграбления развалин значительная часть папирусов из монастырей оказалась на чёрном рынке. Так, от библиотеки монастыря Бауит сохранились только экономические и административные записи.

## Экономическое положение

### Монастырское имущество
Ключевым понятием, характеризующим отношением монахов к собственности является «бедность», однако сложно однозначно определить его смысл. Идентифицируя себя не с «бедными» или «богатыми», но с «нищими духом», монахи следовали длинной иудео-христианской и стоической традиции смирения и признания полной зависимости своего существования от Бога. Эта идея нашла своё выражение в концепции др.-греч. ἀκτημοσύνη нестяжания. Полное следование этому принципу ожидалось только от «совершенных» монахов, зачастую поддерживаемых своими общинами. Для большинства монахов евангельские слова «оставили всё и последовали за Тобою» (Мф. 19:27) понимались сообразно обстоятельствам, чаще всего как указание на необходимость отказа от мирских мыслей и привязанностей. В агиографическом сборнике Apophthegmata Patrum приводится множество примеров экономических взаимодействий монахов с окружающим миром. В «героической» части спектра располагаются рассказы о подвижниках, которые заботливо помогают ворам выносить вещи из своей кельи или тревожатся о душевном благополучии человека, укравшего дорогостоящий экземпляр Библии. Менее святым монахам для того, чтобы выжить, приходилось каким-то образом зарабатывать деньги. Некий монах Люций получал в день 16 нуммий (1 солид = 7200 нуммий), из которых 2 нуммии платил тому, кто бы за него молился во время сна или еды. На оставшиеся 14 нуммий он мог купить себе 7 артабасов пшеницы, которые обеспечивали его 1840 калориями. Как правило, впрочем, монашеская жизнь обходилась дороже. С одной стороны, у монахов сохранялись возможности по продаже собственноручно изготовленных товаров, принятию подарков или использования имущества для получения прибыли, однако такой подход был связан с определёнными моральными издержками. С другой стороны, объединение монахов позволяло экономить за счёт эффекта масштаба и организовывать более крупные предприятия.
Монахи вступали в монастырь вместе со своим движимым и недвижимым имуществом, которое становилось их вкладом в общину. Статус этого имущества определялся решением поступающего, и фиксировался письменно. Он мог передать его полностью общине в лице настоятеля, оставить себе или завещать. Монастырские и церковные земельные владения не были исключены из налогообложения, но кто должен был уплачивать эти налоги, монах или община, не ясно. Государство пыталось контролировать этот процесс — оно было заинтересовано, прежде всего, в прекращении уменьшения количества налогооблагаемых земель. Император Валент II в 370 году предписывал возвращать из «пустынных и тайных мест» тех, кто уклоняется от государственной службы, а если это невозможно, передавать их имущество тем, кто эти обязанности выполнять готов (С. Th. 12.3.63). Закон императора Феодосия 386 года устанавливал условия, при которых декурион мог отчуждать свои земли «без необходимости». Как указывает Е. Випшицка, следование идеалам христианской бедности к таковой не относилась. Принимались и другие законы с тем же смыслом, однако в папирологических источниках нет указаний на то, что бы они применялись на практике. Вероятно, предполагает польская исследовательница, одно только существование такого законодательного инструмента помогало куриалам найти компромисс с будущими монахами. Существовали и другие возможности мирянам или поступающим в монастырь передать свою недвижимость — подарки, обмен долговыми обязательствами, наследование имущества распущенного монастыря и многие другие.
В результате, к VI веку значительная часть земельной собственности находилась во владении религиозных организаций. Процесс, результатом которого стало такое положение вещей, сложно проследить в деталях. Одним из индикаторов можно рассматривать число церквей и монастырей, относящихся к тому или иному периоду. Храмы III века не богаты. В течение полувека после Великого гонения начала IV века нет признаков наличия крупной земельной собственности. Налоговый регистр 367 года говорит о поместьях тавениссийского монастыря в трёх деревнях Гермополиса. Сохранившиеся данные носят случайный характер, и восстановить общую картину невозможно. Редким исключением является Афродитополь, для которого обнаружены относящийся к 525/6 году налоговый реестр и кадастр примерно 523 года. На основании этих данных Роджер Багнелл оценил долю церковного землевладения в 46 %. Согласно Константину Цукерману (2004) эта величина существенно скромнее, менее 5 %.

### Хозяйственная деятельность и повседневная жизнь
Занятия монахов ремеслом постоянно упоминаются в документах, и считается, что таким образом монастыри получали основную часть своего дохода. Более того, монахи считали предосудительным жить одной лишь милостыней, и все, кто имели возможность работать, должны были это делать. Апофегмы рисуют монахов постоянно плетущими корзины, сети, циновки и верёвки, картину, которую Ева Випшицка полагает фальшивой. Проанализированные ею папирологические источники отдают преимущество земледелию. Необходимо также учитывать, что необходимые для плетения тростник и пальмовые волокна требовалось покупать, что уменьшало прибыль. Женщины, которые с детства были обучены прясть и ткать, тем же занимались и в монастырях. Ткали не только женщины, и множество ткацких ям ( loom-pits), а также плетёных изделий, было обнаружено при раскопках в монастырях западной части Фив. Только в монастыре Епифания было обнаружено 8 таких ям, и найденные там же письма подтверждают большое значение ткацкого ремесла. В письмах, относящихся к раннему мусульманскому периоду, постоянно обсуждаются возникающие у ткачей проблемы — необходимость починки станка или его продажа, поставки льна или готовой ткани. Как и ткачи-миряне, монахи обычно получали материал для работ от клиентов или покупали у крестьян.
С увеличением число киновитных монастырей возросло их экономическое значение. Экономическая активность монастырей происходила в основном за их стенами. Материал для плетения корзин и верёвок собирался на берегах Нила, там же располагались сады и поля. Устав пахомианских монастырей подробно регулировал не только правила нахождения за стенами монастыря, но и включал указания об организации ирригации, разведении скота и ослов. Когда в распоряжении монастырей Пахомия оказались свои суда, монахи смогли возить свои товары вплоть до Александрии. Во главе хозяйственной деятельности монастыря стоял эконом, подчиняющийся великому эконому всей койнонии. Ежегодно в августе (по египетскому календарю год заканчивался 28 августа) все экономы собирались в главном монастыре в Пбоу для проведения финансовых и административных расчётов. Белый монастырь Шенуте также вёл обширную торговлю корзинами, льняными тканями и книгами со внешним миром. По предположению немецкого историка Иоханнеса Ляйтпольдта, одной из целью этой коммерции была поддержка бедных коптских крестьян, которым товары доставались по сниженным ценам. К VI веку положение монастырей в Египте стало доминирующим по отношению к крестьянам, которые занимали в монастырях зерно и инвентарь, работали испольщиками. Согласно «Истории патриархов Александрийских», только в окрестности Александрии было около 600 монастырей (возможно, в это число включены отдельные кельи) и 32 фермы «называемых Сакатина, где все люди придерживались истинного пути».
Приготовление пищи не относилось к важным видам монашеской деятельности. Основной пищей пахомиевых монахов был хлеб, часто с солью. Для больных разрешалось смачивать хлеб маслом. В некоторых документах такая диета выступает как основная, в других — как епитимья. В Синаксаре хлеб с солью называется пищей отшельников, но более продвинутые в святой жизни ограничивались только хлебом и водой. Хлеб производили в каждой общине. Как правило он представлял собой толстые лепёшки примерно 12 см в диаметре и весом около 150 г, которые в некоторых монастырях производят до сих пор. Нормы потребления хлеба для IV и V веков известны благодаря Иоанну Кассиану и Палладию Еленопольскому соответственно. Согласно первому, обычные монахи ели в день две фунтовые лепёшки, а второй говорит о двух или трёх 6-унцевых. Таким образом, общая потребность в хлебе крупных общин была весьма значительной, и не всегда могла быть покрыта за счёт собственного производства. В полуотшельнических лаврах пекарни только в их экономических центрах. Крупные монастыри располагали своими мельницами, жернова которых приводились в движение ослами. В некоторых монастырях разрешалось употребление уксуса, травы и рыбы. Фрукты (инжир и финики) разрешались занятым на тяжёлых работах, больным, и после Великого поста. Употребления мяса в пищу исключалось категорически. Некоторые монастыри специализировались на виноделии и изготовлении амфор. Так, обнаруженные в монастыре апы Иеремии печи для обжига позволяли производить до 5000 амфор в день.

## Изучение

### Письменные источники
Важнейшими источниками о жизни Антония Великого являются его «Житие», написанное Афанасием Великим вскоре после смерти святого, сборники апофегм. Первое из этих произведение сразу же приобрело широкую известность и оказало огромное влияние на дальнейшее развитие монашества. Нарисованный в «Житии» образ настолько полно заслонил реального человека, что в 1900 году английский церковный историк Генри Гваткин даже высказывал предположение, что Антония никогда не существовало. Хотя сейчас так вопрос уже не ставится и историчность Антония общепризнанна, достоверность сведений Афанасия подвергается сомнению. В связи с этим исследователи всё больше внимания уделяют сборникам рассказов об отцах-пустынниках, апофегматам, в которых видят аутентичное отражение монашеской традиции. К сожалению, будучи сборниками разрозненных анекдотов и афоризмов, апофегмы не дают целостной картины истории и богословия первых монахов. Авторство семи писем, ранее приписываемых Антонию, в настоящее время оспаривается, поскольку в других источниках Антония называют неграмотным. Сохранилось множество литературных источников по истории киновитного монашества, написанных непосредственно египетскими монахами. Непосредственно Пахомию Великому приписывают несколько зашифрованных писем и указания Орсисию. Подлинность только первых из них считается несомненной. Более позднее «Житие Пахомия» дошло до нас в многочисленных версиях и рукописях на греческом, коптском (саидский и бохайский диалекты), латинском и арабском языках. О том, что это произведение было одним из самых читаемых среди египетских монахов на протяжении всей их истории, свидетельствует сохранившийся каталог библиотеки Белого монастыря, в котором «Житие» значится в 20 экземплярах — тогда как житие Шенуте только в 8. Ценные сведения о хронологии и реалиях общины Пахомия содержатся в «Послании епископа Аммона» — рассказе некоего Аммона, который около 352 года оказался в монастыре Пбоу, а затем долгие годы жил в Нитрии. Вопрос о достоверности этого источника является дискуссионным. В целом, имеющиеся источники о жизни пахомианской общины наиболее полны для примерно 346—400 годов. Источники этой категории написаны на греческом и коптском языках и при их анализе необходимо учитывать различие в культурных традициях, в которых они созданы. Греческим языком, как правило владели жители относительно крупных городов долины Нила, а коптская литература создавалась представителями двуязычной коптской элиты. Судя по данным документов, обе эти категории жителей Египта мирно сосуществовали в монастырях и общались через переводчиков.
Другой категорией источников являются рассказы паломников, посещавших Египет с конца IV века. Одним из первых произведений паломнической литературы считается анонимная «История египетских монахов». «История» посвящена описанию путешествия, которое автор, палестинский монах с Елеонской горы, совершил вместе с шестью другими монахами. Повествование наполнено фантастическими слухами о чудесах святых подвижников из Верхнего Египта. Автор пишет, что монахов там бессчётно, что их аскетические практики превосходят человеческое воображение, что монахи могут воскрешать мёртвых и ходить по воде. Однако, сожалеет рассказчик, свирепствующие банды разбойников не позволили паломникам продвинуться южнее Ликополиса, где они посетили пахомианскую общину, в которой насчитали 3000 монахов. В конце IV века египетские монастыри посетила западная паломница Эгерия. К сожалению, часть её сочинения, посвящённая Фиваиде утрачена, но сохранился её рассказ о монастырях Верхнего Египта. Множество биографий отшельников Нитрии, Фиваиды и Верхнего Египта содержится в «Лавсаике» Палладия Еленопольского. Палладий совершил своё путешествие между 388 и 404 годами. Четыре года он прожил Антинополе, расспрашивая монахов и монахинь об их жизни. Не вполне понятно, посетил ли Палладий Белый монастырь Шенуте, но его описание федерации пахомиевских монастырей близ Панополя очень подробно. Согласно Палладию, общая численность населения монастырей этой группы достигала 7000 человек, из которых 1300 населяло монастырь Пбоу. В «Лавсаике» сказано, что Палладий лично посетил как мужские, так и женские общины Пбоу. Некоторые историки подвергают сомнению достоверность сообщений Палладия в этой части его произведения.
Сохранились коллекции личных и деловых документов, связанных с первыми монахами. Помимо разрозненных написанных на папирусах писем, до нашего времени дошло три крупных архива. Первый из них принадлежал мелитианскому монастырю Хатор в Кинополисском номе. Документы датируют 330-ми годами. В основном они состоят из писем Пайеусу, называемому пресвитером и исповедником. Судя по всему, его община была двуязычна и высоко образована, хотя некоторые монахи и не могли написать своё имя по-гречески. Глава монастыря был призван императором Константином Великим в 334 году на собор в Кесарии Палестинской. Второй архив состоит из писем монаху апе Пафнутию. Палеографические данные не позволяют определить время их создания более точно, чем середина IV века. Письма написаны на хорошем греческом языке и, видимо, их адресат занимал значительное положение в своём монастыре, расположенном в Файюме. Третья коллекция принадлежала Неферосу, главе хаторской общины в 350-х годах. Возможно, однако, это была не та же самая община, к которой ранее принадлежал Пайеус. Из документов Неферос предстаёт как красноречивый лидер, хорошо владевший как греческим, так и коптским языками. Его письма посвящены не только религиозным, но и хозяйственным вопросам. некоторые из его корреспондентов также были монахами, хорошо владевшими греческим.
Источники о монашестве в Александрии упоминают прежде всего расположенный в пригороде столицы Египта пахомианский монастырь Метанойя. О разрушении храма Сераписа и постройке на его месте монастыря в «Жизнеописании софистов» пишет Евнапий; альтернативная версия приводится в коптской «Истории александрийской церкви». Оба текста согласны между собой в целом, но различаются в деталях, и не позволяют точно определить место и хронологию событий. Помимо Метанойи упоминаются и другие монастыри в Александрии. Один из них в конце византийского периода основал для сохранения чистоты миафизитской веры патриарх Вениамин I (622—661) по возвращении из своего изгнания в Верхний Египет.

### Археологические памятники
До начала XX века коптская архитектура византийского периода не привлекала особого внимания учёных, а многочисленных европейских путешественников больше интересовали древнеегипетские развалины. Египтологи XIX века своей задачей видели восстановление языческих памятников в их первоначальном виде и стремились уничтожить возникшие на их месте коптские религиозные постройки. Стремясь восстановить скульптуры египетских богов в первозданном виде, германский археолог Карл Лепсиус уничтожал покрывающие их остатки «неинтересной» живописи христианского периода. Флиндерс Питри, хотя и распорядился в 1908 году произвести фотосъёмку Белого монастыря, главной своей задачей видел выявление преемственности между Древним Египтом и Британской империей. C 1882 года, когда Египет был оккупирован Британией некоторый интерес к византийско-христианскому прошлому Египта поддерживался благодаря активности библеистов, разыскивавших неизвестные рукописи в монастырских библиотеках. Обнаружение огромного количества папирусов в Оксиринхе в 1908 году дало новый импульс христианской египтологии. Первым значительным исследованием христианских сооружений Египта стал двухтомный труд путешественника Альфред Дж. Батлера, опубликованный в 1884 году. Хотя книга Батлера привлекла внимание к христианским древностям Египта, работы по их сохранению так и не начались, на что обратил внимание в своей работе Christian Antiquities in the Nile Valley (1912) английский архитектор Сомерс Кларк.
Первые систематические раскопки христианских памятников в Египте были начаты в Бауите французскими археологами. В 1900 году Жан Кледа из IFAO посетил эту деревню для проверки источников местного себаха — глиняных кирпичей или иных элементов древних построек, извлекаемых египтянами из развалин для своих нужд. В следующем году Кледа начал в Бауите раскопки, продлившиеся четыре сезона. После года работы стало ясно, что объектом исследований является не монашеский некрополь, как предполагалось изначально, а основанный в конце IV века монастырь Аполлония Фиваидского. За сезоны 1900—1905 годов, проведённых под руководством было обнаружено более 50 построек, в том числе две церкви, а также впечатляющая настенная живопись и резные скульптуры. Работы были продолжены в 1913 году под руководством Жана Масперо, обнаружившего ещё около 40 построек. Существование монашеской общины в Саккаре к югу от пирамиды Униса первым предположил в 1902 году Гастон Масперо, и он же связал его с именем апы Иеремии. В 1906 году там по поручению EEF начал раскопки Джеймс Куибелл, и ко времени окончания работ в 1910 году было обнаружено более 200 жилых помещений, три церкви, столовая, госпиталь и несколько складов. То, что под холмами Фив погребены христианских развалены подозревал ещё в начале XIX века британский путешественник и дипломат Генри Солт — по его мнению, там могла находиться «монастырь святого Афанасия». По его поручению в 1820 году были выполнены предварительные исследования. В 1844—1845 годах там работал Карл Лепсиус, изучавший гробницу Дага, чиновника периода Среднего Царства. В последующие 70 лет коптских руины в Фивах без особого успеха изучали Гастон Масперо и лорд Карнарвон. Большое количество находок было сделано экспедицией Метрополитен-музея под руководством Герберта Уинлока в 1912 и 1914 годах. Планы полностью раскопать поселение, позднее идентифицированное как монастырь Епифания, были отложены из-за начала Первой мировой войны. Несколько экспедиций в довоенный период организовал Британский музей, отправивший в Египет византиниста Ормонда Дальтона. Несколько лет он изучал византийские объекты в Бауите и Саккаре, но после того, как ими занялся сын Гастона Масперо, Жан, был вынужден искать другое место для исследований. По предложению Реджинальда Кэмпбелла Томпсона был избран район Вади Сарга с развалинами монастыря апы Фомы, ранее обследованный Флиндерсом Питри. Результатом работ Дальтона и Кэмпбелла Томпсона стала монография Byzantine Art and Archeology (1911) и обобщающий отчёт коптолога Уолтера Крама по обнаруженным папирусам и остраконам (1922).
В межвоенный период количество раскопок в Египте значительно уменьшилось, и исследователи сосредоточились на публикации ранее неизданных материалов. В 1926 году Метрополитен-музей опубликовал двухтомный отчёт об исследованиях в Фивах Уинлока и Крама. В Вади-Натруне по инициативе музея продолжались поиски затерянных общин отцов-пустынников. В 1920—1921 годах Х. Ж. Ивлин-Уайт (H. G. Evelyn-White) собирал материалы в местах предполагаемого расположения Келлий, Скитиса, Ферме и Нитрии, но умер раньше, чем закончил свою работу. Его трёх томный труд о развитии монашеских общин, включающий коптские тексты из библиотеки монастыря Макария Великого были опубликованы в 1926—1933 годах. Ивлин-Уайту удалось установить положение только Нитрии, а его предположение относительно Келлий осталось недоказанным. В 1932 году принц Омар Туссун провёл раскопки монашеского поселения в Джабаль Хашм аль-Кууд в 20 милях к западу от Вади-Натруна, которое он принял за Келлии. Его теория не была поддержана, и несколько лет спустя дополнительные аргументы в пользу предположения Ивлин-Уайт дал А. Ф. де Кассон (A. F. C. de Casson). Эта локализация была подтверждена в середине 1960-х годов А. Гийомоном с коллегами. Археологический памятник занимает площадь 49 кв. миль. Его существованию в то время угрожали планы египетского правительства по развитию ирригации, а в 1977 году было принято решение о прокладке через него железной дороги. В связи с этим с середины 1960-х по середину 1980-х годов было организовано несколько археологических экспедиций. Две команды археологов, из Франции и Швейцарии, пытались быстро, но аккуратно выявить и спасти всё, что возможно. В результате было обнаружено множество ценных находок, проливающих свет на жизнь проживавших там в IV—VII веках монахов. Таким образом, по современным представлениям, Нитрия находилась в 15 километрах к юго-западу от Геомополиса Парва, Келлия на границе Ливийской пустыни в 18 км от современной деревни аль-Барнуджи, находящейся на месте Нитрии, и Скитская пустынь ещё на 64 км южнее. В ходе раскопок в Келии в 1964—2004 годах силами французских, швейцарских и египетских археологов было обнаружено не менее 1500 построек. Одновременно с этим велись работы и на соседних локациях, одна из которых, предположительно, являлась общиной горы Ферме. С начала XXI века раскопками фиванских монастырей занимается Немецкий археологический институт в Каире.
Несмотря на богатую литературную традицию и большое значение для монашеской традиции, из пахомианских памятников достоверно известно только о базилике в Пбоу (современный Фау-Кибли) V века. В первое десятилетие XX века деревню несколько раз посещали французские путешественники. В 1939 году основательный осмотр местности произвёл Луи Лефор, но локализовать ему удалось только главное здание монастыря. Полноценные раскопки были проведены только в 1968 году под руководством Фернана Дебоно из Института восточной археологии. Была обнаружена вторая базилика, водоводный канал, большое количество керамики и монет эпохи Констанция II (337—361) и Феодосия Великого (379—395). К сожалению, были обнародованы только предварительные результаты, а само место его раскопок затерялось в песках. Между 1975 и 1980 годами в районе Наг-Хаммади четыре сезона раскопки вёл Институт Древностей и христианства (Institute for Antiquity and Christianity), подразделение известного своими коптологическими исследованиями Клермонтского университета. В ходе этих раскопок, под базиликой V века была обнаружена более старая базилика, отнесённая приблизительно к последним годам жизни Пахомия Великого. Эту базилику можно считать самой старой и крупной в Египте. Её размер отражает не количество монахов в Пбоу, а потребность вместить общий сбор пахомианских монахов, проводимый два раза в год. В 1985—2002 годах велись раскопки Белого и Красного монастырей святого Шенуте. В ходе исследований было выявлено и идентифицировано значительное число жилых и хозяйственных структур. В 2000 году был образован Консорциум по исследованию и сохранению монастырей Сохага, участники которого в 2000—2004 годах составили план дальнейших работ. В 2005—2010 годах велись масштабные междисциплинарные исследования в рамках археологического проекта Йельского университета (YMAP).

### Историография
В рамках историографии монашества можно выделить исследования общего характера, пытающиеся поместить египетское монашество в контекст общей истории христианства. В «Анналах» основоположника современной церковной истории кардинала Цезаря Барония (ум. 1607) монашеское движение занимало не много места, и научное изучение монашества связывают с именем французского историка Луи-Себастьяна Тиллемона (ум. 1698). В седьмом томе своего монументального труда «Mémoires pour servir à l’histoire ecclésiastique des six premiers siècles» он проанализировал биографии святых, умерших между 328 и 375 годами, истоки отшельничества и киновитного монашества, а последующие тома содержали дополнительные материалы по истории восточного и западного монашества в IV веке. Выполненный Тиллемоном тщательный анализ многочисленных источников был использован последующими поколениями историков Эдуардом Гиббоном, Луи Дюшенем и Стефаном Шивицем. Тщательность работы Тиллемона с источниками видна на примере проблемы определения положения монашеских общин Нитрии и Скитиса, которые были заброшены много столетий. Тиллемон критически проанализировал сообщение Созомена, отождествлявшего эти две местности, и сделал более точное предположение, чем историки конца XIX века Катберт Батлер и Эмиль Амелино. Некоторые выводы Тиллемона оказались ошибочными, поскольку в его распоряжении были только греческие и латинские источники, менее достоверные и полные, чем коптские. Организация материала вокруг биографий святых не позволила ему сформировать целостное видение монашеского движения. «Мемуары» Тиллемона стали основным источником сведений Э. Гиббона, автора оказавшей огромное влияние «Истории упадка и разрушения Римской империи» (1776—1789). При этом, однако, Гиббон имел противоположный, чем у его предшественника, взгляд на роль монашества, считая его разрушительной силой, способствовавшей упадку Римской империи. Монастыри при этом он называет «рассадниками святых и епископов» и самым верным путём к богатству и почестям для честолюбцев (глава XXXVII). В кратком обзоре Гиббона монашеской жизни Египта, этом «плодовитом прародителе суеверий»), приводится критика образа жизни монахов и их экономической роли. Он цитирует византийского историка Зосима, который «злорадно» заметил, что «для пользы бедняков христианские монахи довели большую часть человеческого рода до нищенства». В своих оценках Гиббон проявил избирательность и некритичность и идеи, критикуемые им как суеверия, зачастую не разделяли основатели монашеского движения. В целом, гиббоновская концепция непрерывного упадка современными историками отрицается, как не отражающая всю сложность феномена Поздней Античности. Из современных историков тезис о вкладе монахов в упадок Римской империи поддерживал Арнальдо Момильяно.
В исследованиях монашества начала XX века выделяют две школы, «апологетическую» и компаративистскую. Среди работ, принадлежащих к первой из них, можно отметить статью «D’où viennent les moines?» (1901) отца Бесса, выступившего против «распространённой ныне тенденции рассматривать истоки христианства без какой-либо веры в божественность Иисуса Христа и участия Святого Духа на делах Церкви». На важность духовной составляющей в возникновении монашества указывали немецкие историки Карл Холль и Вильгельм Шнеемельхер. Со стороны противоположного лагеря получила известность основанная на сравнении жизнеописаний святого Антония и Пифагора теория Рихарда Райценштайна (1914) о заимствовании первыми монахами многих идей и терминов из языческих религий. Оживлённая в начале XX века дискуссия об авторстве жития к настоящему времени угасла, хотя вопрос о влиянии неопифагореизма и неоплатонизма на раннее монашество ещё обсуждается. Также Райценштайн обратил внимание на важность постоянных конфликтов между епископальными церковными властями и аскетами. Следующей важной вехой в историографии египетского монашества стала трёхтомная «Das morgenländische Mönchtum» (1904—1913) польского историка С. Шивица. После изложения предыстории монашества и сравнения его ранних форм с языческим аскетизмом, следовала основная часть, начинающаяся Павла Фивейского. В этом состояло важное отличие концепции Шивица от взглядов Тиллемона, который хотя и знал об этом раннехристианском отшельнике, но не считал его деятельность важной в контексте истории монашества. Французский историк полагал основателем монашеского движения Антония, историческая связь которого с Павлом не просматривалась. Одновременно с этим Шивиц полемизировал с немецким историком Германом Вайнгартеном, который относил начало монашества ко времени после царствования Константина Великого (305—337). Шивиц подробно рассмотрел организацию и духовную жизнь пахомианских монастырей. При более удачном расположении материала, чем у Тиллемона, Шивиц недостаточно критично относился к используемым им источникам, не используя все современные ему работы и методы исследования. К 1925—1930-м годам школа компаративистов утратила своё влияние.
Начиная с монографии Питера Брауна «The Making of Late Antiquity» (1978) к исследованиям египетского монашества стал применяться социологический подход. По его мнению, ранняя монашеская литература даёт «ошеломляющее впечатление» о людях, отправившихся в пустыню из-за кризиса в человеческих отношениях. Гендерный аспект египетского монашеского движения был впервые всеобъемлюще рассмотрен Сусанной Эльм в 1994 году; эта работа примечательна также широким охватом папирологического материала. Монография Ребекки Кравиц (2002) посвящена женской части монашеской общины, находившейся под патронажем Шенуте. После этого число исследований, посвящённых женскому монашеству в Египте неуклонно увеличивалось. Одной из последних работ в этой области стала монография испанского историка Марии Альбарран Мартинес (Ascetismo y monasterios femeninos en el Egipto Tardoantiguo. Estudio de papiros y ostraca griegos y coptos, 2011). Она же подготовила просопографический справочник египетских монахинь (2010).
В 2000 году польский египтолог Ева Выпшицка подготовила обзор состояния и тенденций в исследованиях египетского монашества. Она отметила важность изменений в понимании границ исследования данной проблематики. Если большую часть XX века историки были склонны различать грекоязычное и коптское монашество, выделяя монашество Александрии в отдельную категорию, то к концу века сложилось понимание об ограниченности такого подхода. Более того, следует рассматривать египетский аскетизм в более широком контексте, учитывая труды авторов, не имевших непосредственного отношения к Египту. В этом отношении она выделяет работы Филиппа Руссо (Philippe Rousseau). Важной тенденцией стало более частое привлечение папирологического, эпиграфического и археологического материала. К началу XXI века стало окончательно понятно, что многообразие форм монашества невозможно свести к противопоставлению киновитной и не-киновитной форм. Неожиданными стали результаты раскопок команды под руководством польского археолога Владимира Годлевского монастыря Архангела Гавриила в пустыне Наклун, где длительное время сосуществовали общины полуотшельников и киновитов. С 1980-х годов американскими историками монашества развивалось социологическое направление исследований в духе теорий Макса Вебера, согласно которому существовало противостояние между аскетами и епископами. Источником противостояние была угроза, которую первые самим своим существованием представляли вторым. Наиболее значительной работой в этом направлении является монография Д. Бракке «Athanasius and the Politics of Asceticism» (1995). В следующем обзоре библиографии, подготовленном Д. Бракке в 2004 году, отмечается значительный рост числа публикаций, посвящённых Евагрию Понтийскому и Шенуте. В новейших работах Евагрия, которого ранее воспринимали как чуждого «чистым» традициям египетского монашества, практикуемым неграмотными коптами, пытаются представить менее односторонним образом, рассматривая его неоплатонизм и оригенистскую эзотерику как часть египетского монашеского «проекта». Привлечение ранее игнорировавшихся работ Евагрия позволило представить его взгляды более целостным образом. Попытки определить место настоятеля Белого монастыря Шенуте в истории монашества пока не привели к формированию целостной картины. Продолжается перевод и издание его трудов, в 2002 году вышла первая за почти столетие посвящённая ему монография. Это не единственная работа, в которой монашество рассматривается с точки зрения гендера и сексуальности, в статьях Хайке Бельмера (H. Behmler) и Терри Вильфонга (T. Wilfong) изучалось отражение в коптских источниках мужской и женской гомосексуальности соответственно. Попытки применить гендерный подход в археологии пока не привели к выявлению убедительных специфических свидетельств женских монашеских общин.

### Исследования
на английском языке
- Albarrán Martínez, M. Female Asceticism and Monasticism in Late Antique Egypt According to Papyrological Sources // Journal of Coptic Studies. — 2015. — Vol. 17. — P. 1—31. — doi:10.2143/JCS.17.0.3132117.
- Bagnall R. S. Egypt in Late Antiquity. — Princeton University Press, 1993. — 370 p. — ISBN 0-691-06986-7.
- Brakke D. Athanasius and the Politics of Asceticism. — Clarendon Press, 1995. — 356 p. — (Oxford Early Christian Studies). — ISBN 0-19-826816-5.
- Brooks Hedstrom D. The Monastic Landscape of Late Antique Egypt. — Cambridge University Press, 2017. — 426 p. — ISBN 9781108672634. — ISBN 1108672639. — ISBN 9781107161818. — ISBN 9781316676653.
- Brown P. The Making of Late Antiquity. — 1978. — 135 p. — (Jackson Lectures). — ISBN 0-674-54320-3.
- Crislip A. T. From Monastery to Hospital. — The University of Michigan Press, 2005. — 235 p. — ISBN 0-472-11474-3.
- Elm S. 'Virgins of God' : The Making of Asceticism in Late Antiquity: The Making of Asceticism in Late Antiquity. — Clarendon Paperbacks, 1994. — 443 p. — ISBN 0-19-815044-X.
- Emmel S. Shenoute the Monk: The Early Monastic Career of Shenoute the Archimandrite // Studia Anselmiana. — 2004. — Vol. 140. — P. 151—174.
- Gascou J. Monasteries, economic activities of // The Coptic Encyclopedia. — 1991. — Vol. V. — P. 1639—1645.
- Goehring J. H. New Frontiers in Pachomian Studies // The Roots of Egyptian Christianity. — 1997. — P. 236—257.
- Goehring J. H. Ascetics, Society, and the Desert: Studies in Early Egyptian Monasticism. — Trirnity Press International, 1999. — 287 p. — ISBN 1-56338-269-5.
- Harmless W. Desert Christians. An Introduction to the Literature of Early Monasticism. — Oxford University Press, 2004. — 488 p. — ISBN 0-19-516222-6.
- Johnson D. W. Anti-Chalcedonian Polemics in Coptic Texts, 451-641 // The Roots of Egyptian Christianity. — 1986. — P. 216—234. — ISBN 9780800631000. — ISBN 0800631005.
- Kaplan M. Monasteries: Institutionalisation and Organisation of Space in the Byzantine World until the End of the Twelfth Century // Diverging Paths? The Shapes of Power and Institutions in Medieval Christendom and Islam / eds. John Hudson and Ana Rodríguez. — 2014. — P. 321—350. — ISBN 9789004277878. — doi:10.1163/9789004277878_003.
- Kotsifou C. Books and book production in the monastic communities of Byzantine Egypt // The Early Christian Book (CUA Studies in Early Christianity). — 2007. — P. 48—68. — doi:10.2307/j.ctt2853v4.9.
- Krawiec R. Shenoute & the Women of the White Monastery: Egyptian Monasticism in Late Antiquity. — Oxford University Press, 2002. — 248 p. — ISBN 0195129431.
- López A. G. Shenoute of Atripe and the Uses of Poverty: Rural Patronage, Religious Conflict, and Monasticism in Late Antique Egypt. — University of California Press, 2013. — 237 p. — ISBN 978-0-520-27483-9.
- Luijendijk A.-M. «Twenty Thousand Nuns»: The Domestic Virgins of Oxyrhynchos // Christianity and monasticism in Middle Egypt : al-Minya and Asyut / ed. Gawdat Gabra and Hany Takla. — 2015. — P. 57—68. — ISBN 9774166639. — ISBN 9789774166631.
- Lundhaug H., Jenott L. The Monastic Origins of the Nag Hammadi Codices. — Mohr Siebeck, 2015. — 350 p. — ISBN 978-3-16-154172-8.
- MacCoull L. S. B. Prophethood, Texts, and Artifacts: The Monastery of Epiphanius // Greek, Roman, and Byzantine Studies (GRBS). — 1998. — Vol. 39. — P. 307—324. — ISSN 0017-3916.
- Rousseau Ph. Pachomius: The Making of a Community in Fourth-century Egypt. — University of California Press, 1999. — 217 p. — ISBN 0-520-21959-7.
- Rubenson S. The Letters of St. Antony. Monasticism and the Making of A Saint. — Minneapolis : Fortress Press, 1995. — 260 p. — ISBN 0-8006-2910-8.
- Sheridan M. From the Nile to the Rhone and Beyond. Studies in Early Monastic Literature and Scriptural Interpretation. — Roma : Studia Anselmiana, 2012. — Т. 156. — 509 p. — (Analecta monastica 12).
- Stroumsa G. The Manichaean Challenge to Egyptian Christianity // The Roots of Egyptian Christianity / eds. Birger A. Pearson & James E. Goehring. — 1997. — P. 307—319. — ISBN 978-0800631000.
- Veilleux A. Monasticism and Gnosis in Egypt // The Roots of Egyptian Christianity / eds. Birger A. Pearson & James E. Goehring. — 1997. — P. 271—306. — ISBN 978-0800631000.
- Winlock H. E., Crum W. E. The monastery of Epiphanius at Thebes. — 1926. — Vol. Part I, the archaeological material. — 276 pages, 35 plates, plans 36 cm p.
- Wipszycka E. Resources and economic activities of the Egyptian monastic communities (4th-8th century) // The Journal of Juristic Papyrology. — 2011. — Vol. 41. — P. 159—263. — doi:10.11588/propylaeumdok.00002426.
- Wipszycka E. A look of at the origins of monasticism in Egypt from a geographic point of view // Przegląd Humanistyczny. — 2013. — Т. 57, № 2(437). — P. 109—126. — ISSN 0033-2194.

на немецком языке
- Beck H.-G. Kirche und theologische Literatur im byzantinischen Reich. — Munich : C. H. Beck, 1959. — 835 p.

на русском языке
- Гиббон Э. Закат и падение Римской империи. — М.: Терра, 2008. — Т. IV. — 624 с. — ISBN 978-5-275-01704-5.
- Сидоров А. И. Древнехристианский аскетизм и зарождение монашества. — М. : Православный паломник, 1998. — 545 с. — ISBN 978-5-903298-08-2.
- Хосроев А. Л. Из истории раннего христианства в Египте. На материале коптской библиотеки из Наг-Хаммади. — М. : Присцельс, 1997. — 372 с. — ISBN 5-85324-038-2.
- Хосроев А. Л. Пахомий Великий. Из ранней истории общежительного монашества в Египте. — Нестор-История, 2004. — 508 с. — ISBN 5-98187-009-5.

на французском языке
- Guillaumont A. La conception du désert chez les moines d'Egypte // Revue de l'histoire des religions. — 1975. — Vol. 188, № 1. — С. 3—21. — doi:10.3406/rhr.1975.6077.
- Henein N. A. Le Monachisme Egyptien révélateur de l’âme copte / Thèse Doct. dir. J.-P. Levet, A. A. Sadek. — Limoges, 2008. — 480 p.
- Stroumsa G. Monachisme et Marranisme chez les Manichéens d'Egypte // Numen. — 1982. — Vol. 29. — P. 184—201. — doi:10.2307/3270109. — JSTOR 3270109.
- Wipszycka E. Études sur le christianisme dans l'Égypte de l'antiquité tardive. — Roma, 1996. — 452 p. — ISBN 9788879610452. — ISBN 8879610457.
- Wipszycka E. 'Αναχωρητης, ερημιτης, εγκλειστος, αποτακτικος: sur la terminologie monastique en Égypte // Journal of Juristic Papyrology. — 2001. — Т. 31. — P. 147—168. — ISSN 0075-4277.
- Wipszycka E. Les recherches sur le monachisme égyptien, 1997—2000 // Coptic Studies on the Threshold of a New Millennium: Proceedings of the Seventh International Congress of Coptic Studies, Leiden, August 27—September 2, 2000. — 2004. — No. 31. — P. 831—856. — ISBN 9789042914094. — ISBN 9042914092.